# Vas-y Dieu ! Vas-y ! II
Vas-y Dieu ! Vas-y ! II (Go God Go XII en version originale) est le treizième épisode de la dixième saison de la série animée South Park, ainsi que le 152e épisode de l'émission. C'est aussi le deuxième épisode d'un diptyque qui commence avec Vas-y Dieu ! Vas-y ! I.

## Synopsis
Cartman est avec les loutres de mer, au New New Hampshire. Ils arrivent dans un musée abandonné et Cartman parvient à récupérer une vieille Nintendo Wii. Il fausse alors compagnie aux loutres et retourne chez les humains athées. Cependant, il découvre que les branchements de la Wii sont trop primitifs pour les écrans du futur et qu'il ne pourra jamais y jouer, sauf s'il parvient à retourner à son époque. Avec l'aide de son chien robot K-10, ils découvrent un téléphone temporel qui permet d'appeler dans le passé. Grâce à ce téléphone, Cartman tente de s'appeler pour se dire à lui-même de ne pas se congeler, mais son moi du passé est tellement têtu qu'il n'arrive pas à le convaincre.
Cartman appelle Kyle pour qu'il l'empêche de se congeler. Kyle ne croit pas une seconde l'histoire de Cartman et, par sa faute, rate une promenade en voiture avec Stan. Ce petit changement dans le passé fait que le style de l'environnement de Cartman dans le futur change (ainsi que son animal robot qui devient un chat répondant au nom de Kit-9).
Alors que les trois factions athées se font la guerre, Cartman apprend que la grande question est « Quel serait le meilleur nom pour les athées ? » et qu'elles sont en désaccord sur la réponse. Cartman apprend par la même occasion que c'est Richard Dawkins qui a permis ce futur athée, aidé par « la femme la plus intelligente de l'histoire, celle appelée Garrison ». Cartman décide alors d'appeler Garrison avec son téléphone temporel, et il tombe au moment où celle-ci est en pleine relation sexuelle avec Dawkins. Cartman dit à l'éthologiste qu'il veut parler à M. Garrison, mais Dawkins lui répond que celui-ci est mort (comme le lui a dit Mme Garrison), mais que, par contre, Mme Garrison est bien là. Cartman lui dit alors « Je m'en fous, passe-moi Garrison, même si je sais qu'il aime pas qu'on l'appelle « Monsieur » depuis qu'il a eu son opération de changement de sexe ! » Dawkins, réalisant alors qu'il est en train de faire l'amour avec une femme transgenre, interrompt la relation et s'enfuit en courant, en traitant Garrison de tous les noms. Du coup tout rentre dans l'ordre et la guerre des athées n'existe plus dans le futur. Les athées s'allient et renvoient Cartman à son époque, mais trop loin, deux mois avant la sortie de la Nintendo Wii.